# 소리아노노랑어깨박쥐
소리아노노랑어깨박쥐(Sturnira sorianoi)는 주걱박쥐과(신세계잎코박쥐과)에 속하는 남아메리카 박쥐의 일종이다. 볼리비아와 베네수엘라의 토착종이지만 정확한 분포 지역은 명확하지 않다.

## 특징
작은 박쥐로 머리부터 몸까지 길이는 57m와 69m 사이이다. 어깨 길이는 41~44mm, 발 길이는 13~14mm, 귀 길이는 15~18mm이다.